# Betula dugleana
Betula dugleana là một loài thực vật có hoa trong họ Betulaceae. Loài này được Lepage mô tả khoa học đầu tiên năm 1976.